# Цейхгауз (Берлин)

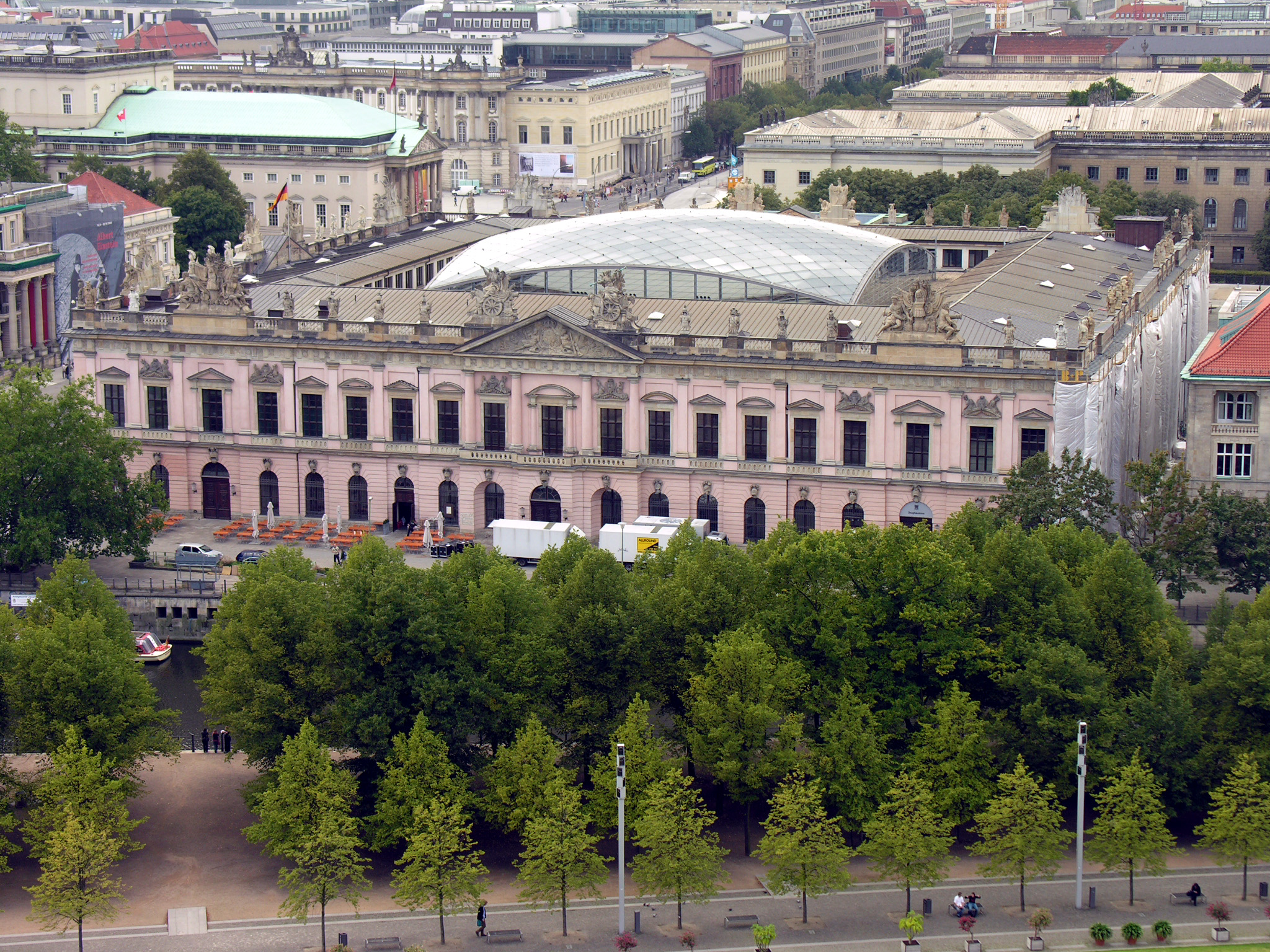
Общий вид

Цейхга́уз (нем. Zeughaus, совр. транскрипция Цойгхаус) — бывшее здание арсенала в Берлине, построенное в стиле барокко. Старейшая сохранившаяся постройка на бульваре Унтер-ден-Линден.
Первый камень в основание этого арсенала был заложен в 1695 году. Начал работу над Цейхгаузом Иоганн Арнольд Неринг, который вскоре скончался. После смерти Неринга за работу взялся Мартин Грюнберг, который в 1699 году передал проект Андреасу Шлютеру, который был более опытен как скульптор, нежели архитектор. Часть строения рухнула и на завершающем этапе строительством Цейхгауза руководил Жан де Бодт, который внёс коррективы в первоначальный проект. Строительство одного из самых красивых зданий немецкого барокко в Северной Германии завершилось лишь в 1730 году.
Нарядные фасад украшает множество аллегорических фигур. На главном портале — изображение прусского короля Фридриха I, по приказу которого был построен Цейхгауз. Две богини Победы несут его герб. Надпись, смысл которой должен подчеркнуть разумность применения оружия только для справедливых целей, в частности гласит: «…На страх врагам, во имя охраны своего народа и союзников — Фридрих I». Четыре женские фигуры главного входа символизируют пиротехнику, арифметику, геометрию и механику.
В 1806 году Цейхгауз был разрушен войсками Наполеона. В 1817—1821 годах здание было восстановлено под руководством Шинкеля. 
В июне 1848 года Цейхгауз был захвачен толпой бунтовщиков. При этом было захвачено не только оружие, но и военные трофеи и полковые флаги.
В эпоху Германской империи в 1891 году в Цейхгаузе был устроен «Зал славы Берлина» (нем. Ruhmeshalle), разрушенный во время Второй мировой войны в 1945 году.
21 марта 1943 года было запланировано покушение на Гитлера с Герингом, Гиммлером и Кейтелем во время их посещения выставки армейских трофеев в Цейхгаузе. План состоял в том, что начальник разведки группы армий «Центр» полковник Рудольф-Кристоф фон Герсдорф пожертвует собой, спрятав на себе две мины замедленного действия, чтобы взорвать фюрера и его окружение. Однако Гитлер пробыл на выставке меньше времени, чем ожидалось, и план сорвался.
С 1952 по 1990 годы в здании Цейхгауза находился Музей немецкой истории, ради которой здание внутри было полностью перестроено. После воссоединения страны площади были переданы Немецкому историческому музею.